# Edna Maison
Edna Maison (17 de agosto de 1892 – 11 de enero de 1946) fue una actriz de cine mudo estadounidense.
Maison protagonizó un total de 85 películas entre 1912 y 1926, incluyendo The Idol of Bonanza Camp (1913) y Undine (1916), Maison trabajo con actores como Harry von Meter.

## Filmografía
- The Idol of Bonanza Camp (1913)
- The Proof of the Man (1913)
- The Spy (1914)
- The Merchant of Venice (1914)
- Richelieu (1914)
- Under the Crescent (1915)
- Undine (1916)
- The Dumb Girl of Portici (1916)
- The Mysterious Mr. Browning (1918)